# Anaria
Anaria (en georgiano: ანარია; en abjasio: Анариа) es una aldea que pertenece a la parcialmente reconocida República de Abjasia, dentro del distrito de Ochamchire, aunque de iure es parte del municipio de Gali de la República Autónoma de Abjasia de Georgia.

## Geografía
Anaria está en la orilla izquierda del río Okumi, a 1 km de Achigvara y a 10 km de Gali. Las aldea se administra desde el pueblo de Achigvara. 

## Economía
La elaboración de té se desarrolló en la aldea durante el período soviético. 